# Дойл (Техас)
Дойл (англ. Doyle) — переписна місцевість (CDP) в США, в окрузі Сан-Патрисіо штату Техас. Населення — 254 особи (2010).

## Географія
Дойл розташований за координатами 27°53′8″ пн. ш. 97°21′11″ зх. д. / 27.88556° пн. ш. 97.35306° зх. д. (27.885676, -97.352928).  За даними Бюро перепису населення США в 2010 році переписна місцевість мала площу 2,12 км², уся площа — суходіл.

## Демографія
Згідно з переписом 2010 року, у переписній місцевості мешкали 254 особи в 99 домогосподарствах у складі 65 родин. Густота населення становила 120 осіб/км².  Було 115 помешкань (54/км²).
Расовий склад населення:
| - 83,9 % — білих - 3,1 % — корінних американців - 0,4 % — азіатів - 9,4 % — осіб інших рас |

До двох чи більше рас належало 3,1 %. Частка іспаномовних становила 43,3 % від усіх жителів.
За віковим діапазоном населення розподілялося таким чином: 22,8 % — особи молодші 18 років, 59,9 % — особи у віці 18—64 років, 17,3 % — особи у віці 65 років та старші. Медіана віку мешканця становила 44,4 року. На 100 осіб жіночої статі у переписній місцевості припадало 98,4 чоловіків;  на 100 жінок у віці від 18 років та старших — 90,3 чоловіків також старших 18 років.
Середній дохід на одне домашнє господарство  становив 118 290 доларів США (медіана — 155 170), а середній дохід на одну сім'ю — 118 290 доларів (медіана — 155 170). 
Цивільне працевлаштоване населення становило 369 осіб. Основні галузі зайнятості: освіта, охорона здоров'я та соціальна допомога — 61,2 %, сільське господарство, лісництво, риболовля — 17,9 %, інформація — 7,9 %, оптова торгівля — 6,8 %.